# Bogdan Ney
Bogdan Jerzy Ney (ur. 3 lutego 1935 w Pińsku, zm. 23 marca 2020) – polski profesor nauk technicznych, inżynier, działacz społeczny oraz rzeczoznawca majątkowy. Specjalizował się w geodezji inżynieryjno-przemysłowej, geodezji w ochronie środowiska oraz w planowaniu przestrzennym, teledetekcji, gospodarce przestrzennej, oraz kartografii. Członek krajowy rzeczywisty Polskiej Akademii Nauk.

## Życiorys
Absolwent Akademii Górniczo-Hutniczej w Krakowie na Wydziale Geodezji Górniczej (rocznik 1957). Początkowo pracował jako asystent w Katedrze Geometrii Wykreślnej, później natomiast w Katedrze Geodezji Wyższej i Obliczeń Geodezyjnych. W 1963 r. obronił doktorat na podstawie pracy pt. „Analiza niektórych kryteriów przesunięć punktów geodezyjnych”. W 1964 r. odbył staż w Politechnice w Bratysławie w Czechosłowacji. Od 1969 r. zastępca dyrektora Instytutu Geodezji Górniczej i Przemysłowej AGH. Rok później został również kierownikiem Zakładu Geodezji Przemysłowej i Badań Odkształceń. Również w 1970 r. odbył staż w Moskiewskim Instytucie Geodezji, Fotogrametrii i Kartografii w ZSRR. Przeniesiony służbowo do Warszawy w 1974 r. na stanowisko dyrektora resortowego w Instytucie Geodezji i Kartografii, którym kierował do 1991 r. Późniejszy przewodniczący Rady Naukowej IGiK. W 1977 r. uzyskał habilitację w macierzystej uczelni na podstawie rozprawy pt. „Metoda wyznaczania deformacji poziomych sieci geodezyjnych”. Na wniosek Rady Naukowej IGiK w 1979 r. otrzymał tytuł naukowy profesora nadzwyczajnego nauk technicznych. Tytuł doktor honoris causa Akademii Rolniczo-Technicznej w Olsztynie (obecnie Uniwersytet Warmińsko - Mazurski) otrzymał w 1998. Kolejny tytuł doktora honoris causa otrzymał w 2006 w Akademii Górniczo-Hutniczej za wybitne osiągnięcia naukowe, które znacząco wpłynęły na rozwój geodezji i kartografii, szczególnie w zakresie teledetekcji lotniczej i satelitarnej oraz systemów informacji przestrzennej, a także za utrzymywanie stałej więzi z AGH, przez inicjowanie wspólnych prac naukowo-badawczych i wspomaganie rozwoju kadry naukowej.
Rzeczoznawca majątkowy o stosownych uprawnieniach państwowych, oraz doradca przedsiębiorstw geodezyjno-kartograficznych w Krakowie, Katowicach i Warszawie w latach 1970–2000.
Od 1986 r. członek korespondent (z wyboru) Polskiej Akademii Nauk, a od 2002 r. członek rzeczywisty. W latach 2003–2006 członek prezydium PAN. Między 2007 a 2010 r. przewodniczący Wydziału Nauk o Ziemi i Nauk Górniczych PAN. W latach 1991–2002 sprawował funkcję przewodniczącego Komitetu Geodezji PAN oraz w latach 1980–2002 działał w Komitecie Badań Kosmicznych przy Prezydium PAN. Członek Komitetu Przestrzennego Zagospodarowania Kraju i Komitetu Badań nad Zagrożeniami przy Prezydium PAN. W latach 1993–2002 kierownik Centrum Upowszechniania Nauki PAN. Członek założyciel i prezes (2001–2008) Akademii Inżynierskiej w Polsce.
Ponadto członek założyciel Towarzystwa Naukowego Nieruchomości, członek Komitetu Polityki Technicznej i Gospodarczej FSN-NOT; członek (od 1980 roku), przewodniczący (2000–03) i zastępca przewodniczącego (od 2007 roku) Państwowej Rady Gospodarki Przestrzennej. Był również członkiem (1980–1998) Państwowej Rady Ochrony Środowiska. Dodatkowo pełnił funkcje członka (od 1985 roku) i przewodniczącego (2000–05 oraz 2010–2016) Państwowej Rady Geodezyjnej i Kartograficznej oraz członka Komisji Urbanistyczno-Architektonicznej Mazowsza (od 2000 roku), a od 2007 r. również członka Rady Głównej Szkolnictwa Wyższego.
Prof. Ney udzielał się także w zagranicznych i międzynarodowych organizacjach naukowych: Radzie Międzynarodowej Unii Geodezji i Geofizyki (1987–91); Radzie Międzynarodowej Asocjacji Geodezji (1979–2003); Międzynarodowej Federacji Astronautycznej (Komitet Naukowy Badań Ziemi, 1991–2003); programie 10 krajów INTERKOSMOS (1980–90). Oprócz tego był ekspertem Organizacji Rolnictwa i Wyżywienia FAO w 1980 r. oraz UNESCO w Mongolii w 1990 r.
Odznaczony między innymi Krzyżem Kawalerskim, Oficerskim, oraz Komandorskim (2005) Orderu Odrodzenia Polski, Złotym Krzyżem Zasługi, a także Medalem Komisji Edukacji Narodowej.